# Madeleine Moreau
Marie-Madeleine Cécile Moreau (Hanói, Indochina francesa; 1 de mayo de 1928 - Chuelles, Francia; 10 de junio de 1995) fue una buceadora francesa. Compitió en los Juegos Olímpicos de verano de 1948 y ganó una medalla de plata para Francia en los Juegos Olímpicos de verano de 1952 , lo que la convirtió en la primera y, a partir de 2018, la única medallista francesa en buceo.

## Biografía

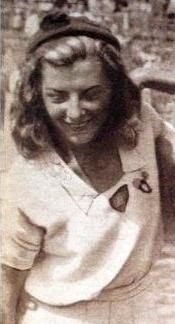
Moreau en el año 1947

Moreau nació en Hanói , Indochina francesa. Murió en Chuelles, Francia, a la edad de 67 años. Moreau era miembro de L'Isle-Adam Beach Club y compitió con frecuencia en L'Isle-Adam.

### Carrera
Junto con los Juegos Olímpicos, Moreau compitió en varios campeonatos de buceo. Compitió en el Campeonato Europeo de Deportes Acuáticos de Montecarlo de 1947 en el trampolín de 3 metros. Moreau obtuvo 100,43 puntos, colocándose primero en ganar la medalla de oro a la edad de diecinueve años.
Moreau también compitió en el Campeonato Europeo de Acuáticos de Viena 1950 en el mismo evento. Ella ganó la medalla de oro por segundo campeonato consecutivo. Superó su puntuación anterior, ganando 155,58 puntos.

#### Juegos de verano de 1948
Moreau hizo su debut olímpico en Londres en los Juegos Olímpicos de Verano de 1948. Compitió en el evento de trampolín de 3 metros femenino y ocupó el séptimo lugar con un puntaje total de 89.43 (41.76 en la preliminar, 47.67 en la segunda ronda).

### Juegos de verano de 1952
Moreau regresó a los Juegos Olímpicos compitiendo en los Juegos de Verano de 1952 en Helsinki en el trampolín de 3 metros . Anotó 139,34 puntos en total (67,65 en la preliminar, 71,69 en la segunda ronda) colocándose segunda detrás de Patricia McCormick. Su medalla de plata la convirtió en la primera no estadounidense en ganar una medalla en el trampolín de 3 metros femenino desde el inicio del evento en los Juegos Olímpicos de Verano de 1920.
Moreau es el único atleta francés en ganar una medalla olímpica en clavados.